# Rallus
Genre
Rallus est un genre d'oiseaux de la famille des Rallidae. Il est constitué de 14 espèces de râles.

## Liste des espèces
D'après la classification de référence (version 5.1, 2015) du Congrès ornithologique international (ordre phylogénique) :
- Rallus longirostris – Râle gris
- Rallus crepitans – Râle tapageur
- Rallus obsoletus – Râle de Californie
- Rallus elegans – Râle élégant
- Rallus tenuirostris – Râle du Mexique
- Rallus wetmorei – Râle de Wetmore
- Rallus limicola – Râle de Virginie
- Rallus aequatorialis – (?)
- Rallus semiplumbeus – Râle de Bogota
- Rallus antarcticus – Râle austral
- Rallus aquaticus – Râle d'eau
- Rallus indicus – Râle à joues brunes
- Rallus caerulescens – Râle bleuâtre
- Rallus madagascariensis – Râle de Madagascar